# SC Veendam
El SC Veendam fue un club de fútbol neerlandés de la ciudad de Veendam. Fue fundado en 1894 y hasta la fecha de su disolución jugaba en la Eerste Divisie. Tras varias temporadas con problemas económicos, el 25 de marzo de 2013 se declara en bancarrota y desaparece.

## Historia

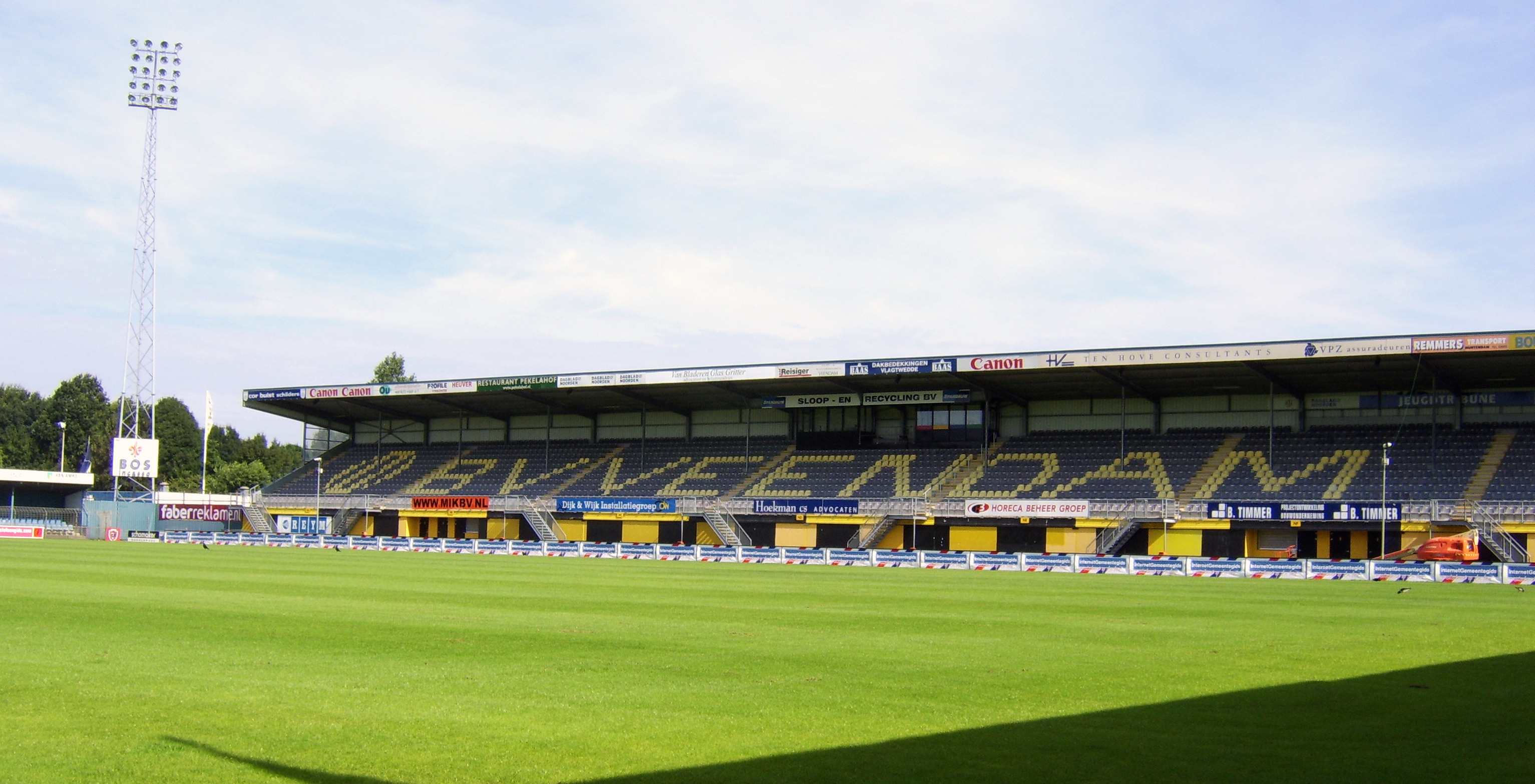
Stadion De Langeleegte.

El equipo fue fundado el 4 de septiembre de 1894, siendo uno de los equipos más viejos de los Países Bajos, con el nombre Look Out, el cual cambiaron en el año 1909 por el de  Prinses Juliana Veendam y en el año 1954 cambiaron el nombre por el de Veendam.
Durante el profesionalismo, el cual inició en 1974, el equipo jugó la mayor parte de su existencia en la Eerste Divisie, la segunda liga más importante de los Países Bajos, en 42 temporadas y solamente jugó en 3 temporadas en la Eredivisie.
Durante la temporada 2009/10 comenzaron los problemas financieros, y el 28 de abril del 2010 tuvieron que declararse en bancarrota debido a la cantidad de deudas. Para el 12 de mayo de ese año, fue declarado inmediatamente en bancarrota, pero el equipo juntó el dinero suficiente para jugar en la siguiente temporada y luego de una apelación, pagaron sus deudas antes del 2 de junio.
En el año 2011 cambiaron otra vez de nombre por el de SC Veendam y tenían como principal rival al FC Emmen. De nuevo surgieron los problemas y oficialmente se declararon en bancarrota el 25 de marzo de 2013.

## Datos del club
- Temporadas en 1.ª: 3

## Jugadores

### Jugadores destacados
| - Ivan Tsvetkov - Agil Etemadi - Johan Derksen - Arjan Ebbinge - Martin Drent - Joop Gall - Hans Westerhof | - Ron Jans - Anco Jansen - Jurrie Koolhof - Frans de Munck - Dick Nanninga - Ruben Schaken - Marcel Seip | - Rick Slor - Marnix Kolder - Michael de Leeuw - Henk Veldmate - Gerard Wiekens - Jason de Jong - Arek Radomski |

## Entrenadores
| - 1954-1957: Hein Schmitter - 1957-1959: Wim de Bois - 1959-1960: Hein Schmitter - 1960-1962: Tinus van der Pijl - 1962-1966: Otto Bonsema - 1966-1968: Evert Mur - 1968-1972: Leo Beenhakker - 1972-1974: Cor van der Gijp - 1974-1975: Arie Stehouwer - 1975-1980: Joop Oldejans - 1980-1983: Hans Alleman - 1983-1984: Nol de Ruiter | - 1984-1989: Henk Nienhuis - 1989-1991: Thiemo Meertens - 1991-1993: Theo Verlangen - 1993-1994: Henk Nienhuis - 1994-1997: Jan Schulting - 1997-1999: Henk Bodewes - 1999-2000: Azing Griever - 2000-2002: Martin Koopman - 2002-2005: Jan Korte - 2005-2010: Joop Gall - 2010-2013: Gert Heerkes |